# Târgu Jiu
Târgu Jiu là một thành phố România. Thành phố là thủ phủ của hạt Gorj. Đây là thành phố lớn thứ 27 quốc gia này. Thành phố Târgu Jiu có dân số 96.562 người (theo điều tra dân số năm 2002), diện tích km2. Thành phố có độ cao 205 mét trên mực nước biển. Thành phố nằm ở hai bên bờ sông Jiu và thành phố lấy một phần con sông này trong tên gọi. Có 8 làng thuộc thành phố này quản lý là: Bârseşti, Drăgoeni, Iezureni, Polata, Preajba Mare, Româneşti, Slobozia và Ursaţi.

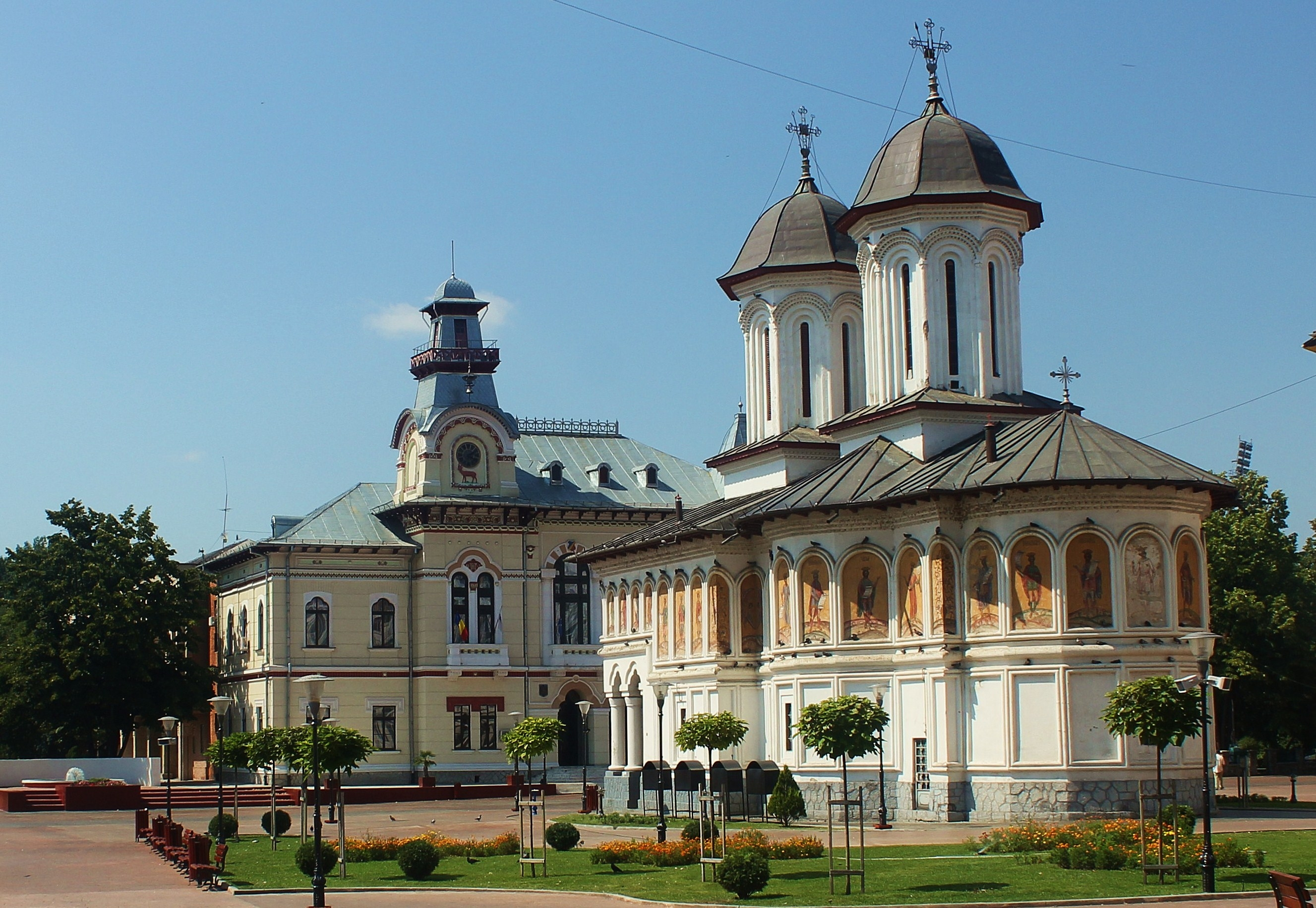
Târgu Jiu